# Il mondo in un tappeto
Il mondo in un tappeto (in lingua originale Weaveworld) è un romanzo dello scrittore inglese Clive Barker pubblicato nel 1987, che rientra nella categoria del dark fantasy. Narra di un mondo parallelo, come molti romanzi dello stesso autore, e contiene molti elementi della letteratura dell'orrore.
Fu nominato nel 1988 per il World Fantasy Award for Best Novel.

## Trama
Il romanzo verte attorno al mondo della Fuga, un territorio magico che si trova intessuto in un tappeto. Molti decenni or sono i Veggenti (creature con poteri magici) decisero di nascondersi, attraverso un incantesimo chiamato "tessitura", in un rifugio sicuro dopo essere stati perseguitati ed eliminati dagli esseri umani per secoli (con gli umani che comunemente li rappresentavano come i demoni e le fate dei loro racconti mitologici) oltre che essere stati decimati da un essere distruttore conosciuto come Il Flagello. La forma di questa creatura è del tutto sconosciuta ai Veggenti, dato che nessuno di coloro che ne furono assaliti sopravvisse per descriverlo. I Veggenti raccolsero un gran numero di luoghi ameni, colline, praterie e montagne e li legarono letteralmente in un tappeto, assieme ai loro beni e a sé stessi, per mezzo di un incantesimo. Lasciarono però fuori nel mondo umano (chiamato il Regno dei Cuculi - così sono chiamati dai Veggenti gli umani senza poteri magici) la moglie di un individuo della loro stirpe, una donna-cuculo di nome Mimi Laschenski, con lo scopo di conservare e sorvegliare il tappeto e di slegare la Fuga  allorché il mondo esterno fosse diventato un luogo sicuro per loro. Ottant'anni più tardi. emerge un improvviso interesse  per il tappeto quando l'anziana Mimi (dopo aver recentemente subito un attacco di cuore) muore: Calhoun Mooney detto Cal, un comune giovane di Liverpool, entra accidentalmente in contatto col tappeto e si rende conto della sua natura magica; Suzanna Parish, nipote di Mimi, riceve indizi dell'esistenza del tappeto da sua nonna (che non può più parlare dal suo attacco) e cerca di scoprire i suoi segreti; Immacolata, esiliata dai Veggenti nel  mondo umano, vuole trovare il tappeto e distruggere la sua stirpe. Cal e Suzanna uniscono i loro sforzi contro Immacolata, le sue sorelle morte ma ancora pericolose e un avido umano di nome Shadwell. La seconda parte del libro si sviluppa entro il mondo della Fuga, slegato dal tappeto, e narra della lotta dei personaggi per il controllo di questo mondo. La terza parte vede la distruzione della Fuga, con i Veggenti sopravvissuti, Cal e Suzanna che si nascondono in una remota collina boscosa nel Somerset e fronteggiando il risorto Flagello nella battaglia definitiva.

## Personaggi
- Calhoun Mooney detto Cal: un giovane annoiato la cui vita trascorre tra il suo impiego in una compagnia di assicurazioni a Liverpool e la cura di suo padre, finché non incontra il misterioso tappeto che di cui riconosce all'istante le peculiarità. Cal viene preso in una magica ricerca comprendendo anche di provare qualcosa per la sua compagna d'avventura Suzanna Parish.
- Suzanna Parish: una giovane ceramista che va a visitare la nonna morente, Mimi Laschenski, e apprende degli indizi sul passato segreto della sua famiglia. Suzanna porta nelle sue vene sia sangue di veggente che di cuculo. Dopo aver  accidentalmente ricevuto il menstruum da Immacolata, ne diventa quasi altrettanto potente e prova le sue capacità di lotta più avanti nel libro, cercando di salvare la Fuga.
- Immacolata: una gelida, spietata strega, che fu esiliata dalla sua stessa razza per aver praticato magia nera e aver desiderato un potere eccessivo. Donna dai tremendi oscuri poteri, cerca il tappeto per distruggerlo e infine sterminare i propri simili.
- Shadwell (noto anche come il Venditore): un uomo avido, la cui specialità è il grande talento per convincere gli altri a comprare qualsiasi cosa decide di vendere. A Shadwell è stato fatto un dono dalla sua complice, Immacolata: una giacca con una federa sfavillante capace di ipnotizzare e persuadere chiunque a cedere alle richieste di Shadwell ottenendo in cambio la realizzazione di un desiderio. Diventa gradualmente sempre più fiducioso nelle proprie capacità e infine decide di impadronirsi del potere della Fuga per sé stesso.
- Il Flagello: un potere antico e letale d'origine sconosciuta. Trucidò centinaia di Veggenti nei tempi antichi finché essi non decisero di porre fine a tale genocidio nascondendo il loro mondo entro il tappeto. Dopo decenni d'ibernazione, il Flagello è ridestato nel deserto da un bramoso Shadwell, che desidera vedere i Veggenti completamente sterminati. Convinto da Shadwell, il Flagello vede quindi sé stesso come una forma di angelo vendicatore, identificandosi Uriel.
- La Fattucchiera: una delle sorelle trigemine d'Immacolata, che la strangolò mentre erano tutte nel ventre materno. La Fattucchiera sopravvisse come presenza spettrale di un'orribile vecchia, che accompagna sempre sua sorella e l'aiuta in caso di necessità. Può praticare la divinazione esaminando la placenta prodotta dalla sua prolifica e parimenti spettrale sorella.
- La Maddalena (detta anche Mamma Pus): l'altra sorella trigemina d'Immacolata. Anch'essa sopravvisse alla sua morte prenatale sotto forma di ectoplasma. Spesso stupra uomini indifesi e dà alla luce abomini brutalmente deformati (chiamati bastardi) a poche ore dal loro concepimento.
- Il Libertino: un ripugnante fantasma di uno stregone di nome Domville che mise alla prova Immacolata diventando un negromante nel tentativo di sedurla, credendo di essere più potente di lei. Il tentativo fallì quando evocò i 'Chirurghi' (sebbene ciò non sia mai stato confermato, è implicito che si tratti degli stessi Cenobiti della precedente opera di Barker Schiavi dell'Inferno e dei suoi adattamenti cinematografici nella serie di Hellraiser) che lo disossarono. Venne resuscitato da Immacolata nella forma di un terrificante demone senz'ossa e mandato ad uccidere i Veggenti. Si prende la vita di Lillia prima di essere distrutto da un treno in corsa essendo stato attirato sui binari da Cal e Nimrod.
- Jerichau St. Louis: uno tra i primi cinque Veggenti ad essere stati rilasciati dalla tessitura. Diventa successivamente amico e compagno di Suzanna, scegliendo di non tornare nel tappeto.
- Hobart: un crudele e corrotto ispettore di polizia manipolato da Shadwell per catturare Suzanna e Jerichau. Viene poi posseduto dal Flagello.
- Nimrod: un altro dei primi cinque Veggenti ad rilasciati dal tappeto, dopo che Cal nel lacera un pezzo. È un mutaforma, inizialmente intrappolato nell'aspetto di un bambino, che usò per sfuggire a un marito abbandonato di cui aveva sedotto la moglie.
- Mimi Laschenski: la nonna di Suzanna, custode del tappeto. Quando Immacolata la rintraccia, è troppo vecchia e debole per usare un efficace potere magico e muore di propria volontà per evitare di rivelare a Immacolata dei segreti sotto pressione di lei.
- Romo: un Veggente domatore di leoni, marito di Mimi. Duriante un incontro con Immacolata, i suoi leoni la feriscono dolorosamente alle mani per vendicare la morte di Mimi.
- Balm de Bono: un Veggente funambolo. Diventa amico di Cal durante la prima visita di quest'ultimo nella Fuga, e successivamente avverte lui e Suzanna dell'arrivo del Flagello, dopo un tentativo fallito d'invocare l'Antica Scienza per combatterlo.
- Lemuel Lo: possiede una piantagione di frutti incantati (Giddy fruit) nella Fuga, che viene poi bruciata completamente dalle forze d'invasione di Hobart.

## Aspetti religiosi
Il romanzo contiene diversi riferimenti religiosi, specialmente nei nomi dei personaggi:
- Il nome d'Immacolata è un epiteto della Vergine Maria, che rimanda all'Immacolata Concezione, un dogma della Chiesa cattolica. Immacolata è spesso descritta da Barker come una versione perversa della. Essa persiste nella sua "virtù" mantenendo intatta la propria verginità. Nel romanzo è chiamata anche la Madonna Nera.
- Una delle sorelle spettrali d'Immacolata è chiamata "la Maddalena". Si tratta di un ectoplasma lussurioso e ninfomane. Il nome denota un contrasto con la "castità" associata al nome della sorella, tramite una vaga associazione con Maria Maddalena, seguace di Cristo. Maria Maddalena è stata spesso identificata con l'innominata adultera che Cristo salvò da una folla inferocita, come narrato nel Vangelo.
- Il Flagello è un essere d'origine sconosciuta, il cui compito era di custodire un giardino dove i Veggenti nascevano e restavano prigionieri fino alla loro fuga. Immacolata menziona che il giardino fu chiamato con nomi differenti dalle diverse religioni, tra cui il Cristianesimo che identificò il giardino incantato col Giardino dell'Eden.
- Il Flagello si presenta a Shadwell come l'incarnazione dell'angelo Uriel, col compito di punire i Veggenti per la loro fuga dal Giardino dell'Eden:

Il Flagello si alzò dal suo trono di sabbia, e in un momento divenne di una lucentezza accecante. Shadwell si coprì gli occhi, ma la luce attraversò la carne e le ossa ed entrò nella sua testa dove il Flagello pronunciò il suo nome eterno. «Io sono chiamato Uriel» disse. «Uriel, dei principati».

- Il nome di Jerichau è un riferimento a Gerico, la città palestinese citata nella Bibbia.
- Il nome di Nimrod è un riferimento al malvagio re mesopotamico Nimrod, che costruì la Torre di Babele.

## Accoglienza critica
Recensendo Weaveworld nella Toronto Star, Henry Mietkiewicz dichiarò "Barker si dimostra di gran lunga più abile e sicuro di sé che in qualsiasi delle sue opere precedenti... Il mondo in un tappeto si basa su una struttura narrativa relativamente complessa e su una schiera di personaggi finemente rifiniti.

## Adattamento a fumetti
Il mondo in un tappeto fu adattato in un a miniserie di tre numeri nel 1991 dalla Epic Comics. La serie fu scritta da Erik Saltzgaber con le matite di Mike Manley. Fu chiesta la consulenza di Clive Barker.

## Adattamento televisivo
Un possibile adattamento cinematografico o televisivo del romanzo è sempre stato ritenuto problematico, principalmente per l'epicità del libro che richiederebbe un uso estensivo degli effetti speciali, un gran numero di costumi e scenografie e una sceneggiatura potenzialmente massiccia. È frequentemente corsa voce che il romanzo sarebbe stato adattato in una miniserie. Tali dicerie si sono diffuse durante gli anni da quando Showtime ha ottenuto i diritti legali nel 1996 ma finora, a parte le voci occasionali, nessun progetto è stato messo in cantiere. Il romanziere e sceneggiatore Michael Marshall Smith completò una prima bozza di copione per una miniserie di otto ore nel 1995. A Smith fu poi richiesto di scrivere una sceneggiatura completa, ma il progetto è stato interrotto ed egli non è più coinvolto. Nel 2001, Barker dichiarò in un'intervista che una miniserie di sei ore per Showtime stava per entrare in uno stadio di preproduzione di due anni. Essa sarebbe stata diretta dal regista di Queer as Folk Russell Mulcahy e filmata probabilmente in Australia. Barker annunciò che si sarebbe cominciata a girare nel 2003, con Stephen Molton come sceneggiatore. Nel 2005, Barker dichiarò che "finalmente, finalmente, finalmente!" il libro era stato adattato in una miniserie. Nel 2006, Barker affermò ancora che l'adattamento nella miniserie stava per entrare in produzione.